# Julian von Chelmicki
Julian Stanisław Chełmicki (* 18. April 1825 in Gnesen; † 31. Mai 1909 in Zydowo, Kreis Gnesen) war Rittergutsbesitzer, Mediziner und Mitglied des Deutschen Reichstags.

## Leben
Chelmicki war der Sohn des Richters Piotr Chelmicki und besuchte das Gymnasium St. Maria-Magdalena in Posen. Er studierte Medizin an der Universität in Berlin und promovierte 1850. 1877 zog er nach Posen, übernahm nach dem Tod seines Vaters das Rittergut Żydowo und betrieb dort Landwirtschaft.
Er war Abgeordneter zum Provinzial-Landtag für den Kreis Gnesen und Kreistags-Mitglied des Gnesener Kreises. Von 1884 bis 1890 war er Mitglied des Deutschen Reichstags für den Wahlkreis Regierungsbezirk Bromberg 5 Gnesen, Wongrowitz, Witkowo und die Polnische Fraktion. Zwischen 1889 und 1893 war er auch Mitglied des Preußischen Abgeordnetenhauses.